# لی سون-مین
این یک نام کره‌ای است؛ نام خانوادگی لی است.
لی سون-مین (انگلیسی: Lee Soon-min؛ زادهٔ ۲۲ مهٔ ۱۹۹۴) بازیکن فوتبال اهل کره جنوبی است.که در باشگاه فوتبال دائجئون هانا سیتی‌زن در پست هافبک بازی می کند.
وی همچنین در تیم ملی فوتبال کره جنوبی بازی کرده‌است.